# 國家環境研究院
國家環境研究院（簡稱國環院、環研院）為中華民國環境部所屬研究機構，2023年8月22日成立。負責各類環境採樣分析與鑑識、發展檢測技術及培育環境專業人員、發展環境風險評估與治理科技以支援環保政策，未來將建立溫室氣體查驗認證體系、汙染防治技術認證制度。

## 沿革
- 2023年5月9日，立法院三讀通過《國家環境研究院組織法草案》[3]。5月24日，公布制定《國家環境研究院組織法》。[4]8月22日行政院環境保護署改制升格為環境部後，原合署辦公的行政院環境保護署環境檢驗所及行政院環境保護署環境保護人員訓練所合併為「國家環境研究院」，與環境部化學物質管理署中壢辦公室繼續合署辦公。

## 組織
- 院長
  - 副院長(2人)
    - 主任秘書

業務單位
- 綜合規劃組
- 檢測技術中心
- 檢測認證中心
- 環教認證中心
- 氣候變遷研究中心
- 環境治理研究中心

行政單位
- 人事室
- 政風室
- 主計室
- 秘書室

## 歷任院長
- 張順欽：2023年8月22日－2023年12月21日（原環境檢驗所所長，副院長代理）
- 劉宗勇：2023年12月22日－現任

## 外部連結
- 國家環境研究院 （页面存档备份，存于）